# Enarmonodes
Enarmonodes là một chi bướm đêm thuộc phân họ Tortricinae của họ Tortricidae.

## Các loài
- Enarmonodes aeologlypta (Meyrick, 1936)
- Enarmonodes aino Kuznetzov, 1968
- Enarmonodes kunashirica Kuznetzov, 1969
- Enarmonodes recreantana (Kennel, 1900)